# Doin’ This
«Doin’ This» — песня американского кантри-певца Люка Комбса, вышедшая 10 ноября 2021 года на лейблах River House и Columbia Nashville. После дебюта песни на церемонии награждения Country Music Association Awards и после того, как она несколько месяцев продержалась в чартах благодаря радиоэфиру, она была объявлена лид-синглом с его третьего студийного альбома Growin’ Up. Комбс написал песню совместно с Дрю Паркером и Робертом Уиллифордом, а спродюсировал ее вместе с Чипом Мэтьюсом и Джонатаном Синглтоном.
Сингл достиг первого места в кантри-чарте Country Airplay и второго в Hot Country Songs.

## История
Комбс выпустил песню «Doin’ This» после своего выступления на церемонии вручения премии CMA Awards в 2021 году. В пресс-релизе Комбс заявил, что независимо от того, сколько денег или успеха он имел, пение и сочинение песен «всегда были планом его жизни»: «Никогда не было плана Б. Как только я решил, что это то, чем я буду заниматься, так я и буду заниматься, будь то на этом уровне или на том, на котором я был, когда начинал. Музыка — это то, что, как мне кажется, заставляет всех, кто занимается тем же, чем и я, качать кровь и подниматься с постели по утрам, и просто иметь возможность делать это и писать об этом песню, которая, как ты чувствуешь, действительно может объединить тебя с некоторыми из твоих сверстников, — это действительно здорово».
Джон Фриман из журнала Rolling Stone назвал песню «одой созданию музыки, независимо от славы и богатства». Триша Депре из Taste of Country заявила, что текст песни означает: «Играет ли он в каком-нибудь безымянном городке или на сцене Grand Ole Opry, Комбс делает именно это: играть музыку для всех, кто её слушает».

## Коммерческий успех
21 мая 2022 года сингл «Doin’ This» вышел на первое место Country Airplay. Это новый рекорд: 14-й его чарттоппер после дебюта подряд и 1-й с третьего студийного альбома Growin’ Up. Сингл получил платиновую сертификацию в США.

## Музыкальное видео
TA Films создала клип на песню «Doin’ This». В клипе использован «закулисный» подход: режиссер спрашивает Комбса: «Если бы ты мог заниматься чем угодно, что бы ты делал, если бы не занимался этим?». Вопрос побуждает Комбса «вспомнить, как журналист задал ему тот же вопрос во время интервью». Далее Комбс рассказывает о туре по стадионам и представляет своего друга Адама Чёрча, который присоединится к нему во время тура. Чёрч, который также является певцом кантри-музыки, учился вместе с Комбсом и МакЛонгхорном в Аппалачском государственном университете в Буне, Северная Каролина. Комбс заявил в интервью журналу Taste of Country, что Чёрч — «женатый отец с обычной работой с 9 до 5, который также заполняет бары в западной Каролине. В Буне, штат Северная Каролина, он довольно большой человек». В других частях показана «жизнь парня из маленького городка, который так и не добился успеха», который в конце клипа «сидит на диване с акустической гитарой и играет шоу для двух VIP-персон — своей жены и маленькой дочери», после чего Комбс «приглашает его на большую сцену, чтобы выступить вместе с ним».

## Чарты
| Чарт (2021—2022)                    | Высшая позиция |
| ----------------------------------- | -------------- |
| Австралия (ARIA)                    | 79             |
| Канада (Billboard Canadian Hot 100) | 27             |
| Канада (Billboard Country)          | 2              |
| Мир (Billboard Global 200)          | 122            |
| Новая Зеландия (RMNZ)               | 28             |
| США (Billboard Hot 100)             | 26             |
| США (Billboard Country Airplay)     | 1              |
| США (Billboard Hot Country Songs)   | 2              |

| Чарт (2022)                       | Позиция |
| --------------------------------- | ------- |
| Канада (Canadian Hot 100)         | 86      |
| США (Billboard Hot 100)           | 71      |
| США (Country Airplay, Billboard)  | 36      |
| США (Hot Country Song, Billboard) | 12      |

## Сертификации
| Регион                                                                      | Сертификация | Продажи   |
| --------------------------------------------------------------------------- | ------------ | --------- |
| Австралия (ARIA)                                                            | Платиновый   | 70 000    |
| США (RIAA)                                                                  | Платиновый   | 1 000 000 |
| Данные о продажах + прослушиваниях приведены только на основе сертификации. |              |           |

## История выхода
| Регион | Дата           | Формат                     | Лейбл                          | Ссылка |
| ------ | -------------- | -------------------------- | ------------------------------ | ------ |
| Мир    | 10 ноября 2021 | Digital download streaming | River House Columbia Nashville | [ 25 ] |
| США    | 7 февраля 2022 | Country radio              | River House Columbia Nashville | [ 1 ]  |